# زن‌ستیزی در موسیقی رپ
زن‌ستیزی در موسیقی رپ به واژگان، ویدئوها یا سایر اجزای موسیقی رپ گفته می‌شود که به ترویج، ستایش، توجیه یا مشروعیت‌بخشی به شیءگرایی، استثمار یا قربانی‌سازی زنان می‌پردازد. این ایدئولوژی زنان را به عنوان اشیائی برای مالکیت، استفاده و سوءاستفاده توسط مردان به تصویر می‌کشد. زنان در این ایدئولوژی به موجودات زایل‌شدنی تقلیل می‌یابند. این موضوع می‌تواند شامل همه چیز از کنایه‌ها تا شخصیت‌سازی‌های استریوتیپی و افتراها باشد.
محققان توضیحات مختلفی برای حضور زن‌ستیزی در موسیقی هیپ هاپ ارائه داده‌اند. برخی معتقدند که هنرمندان رپ از اشعار زن‌ستیزانه و به تصویر کشیدن زنان به عنوان یک روش برای اثبات نرینگی خود یا نشان دادن اصالت خود به عنوان رپرها استفاده می‌کنند. برخی دیگر پیشنهاد داده‌اند که موسیقی رپ محصول محیط خود است و نگرش‌های اصلی جامعه نسبت به زنان را منعکس می‌کند، و هنرمندان رپ درونی‌سازی تفکر قالبی‌های منفی دربارهٔ زنان را پذیرفته‌اند. برخی دیگر از محققان به ملاحظات اقتصادی اشاره کرده‌اند و معتقدند که رپرها از زن‌ستیزی برای دستیابی به موفقیت تجاری استفاده می‌کنند.
تحلیل‌های محتوا نشان داده‌اند که حدود ۲۲٪ تا ۳۷٪ از اشعار رپ حاوی زن‌ستیزی هستند، بسته به زیرژانر. آدامز و فولر اظهار می‌کنند که شش مضمون وجود دارد که به عنوان رپ زن‌ستیزانه در نظر گرفته می‌شوند: اظهار نظرهای تحقیرآمیز دربارهٔ زنان در ارتباط با مسائل جنسی؛ نظراتی که اعمال مخرب علیه زنان را نیز در رابطه با مسائل جنسی مطرح می‌کنند؛ اشاره به زنان که مشکلاتی برای مردان ایجاد می‌کنند؛ شخصیت‌سازی زنان به عنوان «استفاده‌کنندگان» از مردان؛ اشاره به زنان که کمتر از مردان هستند و در نهایت اشعاری که به ایده‌هایی اشاره دارند که زنان موجوداتی قابل استفاده و دور انداختنی هستند. رپر مستقر در دیترویت امینم، به عنوان مثال، به‌طور ادعایی در یازده از چهارده آهنگ در آلبوم سوم استودیویی‌اش مارشال مدرز ال‌پی (۲۰۰۰) از زن‌ستیزی استفاده کرده است. مضامین رایج زن‌ستیزانه شامل استفاده از نام‌های تحقیرآمیز مانند "bitch" و "تن‌فروشی" (گرفته از whore)، شیءگرایی جنسی زنان، مشروعیت‌بخشی به خشونت علیه زنان، بی‌اعتمادی به زنان، تحقیر کارگر جنسیها و ستایش قوادی است.
میا مودی-رامیرز می‌نویسد: «بیشتر هنرمندان زن یا زنان هنرمند استقلال خود را با اشاره به عناصری از ثبات مالی و جنسیت تعریف می‌کنند. آنها نشان می‌دهند که کنترل بدن و جنسیت خود را در دست دارند. بسیاری از رپرهای مرد، زن مستقل را در برابر روایت طلاکش یا سوار قرار می‌دهند زمانی که در اشعار خود استقلال را موعظه می‌کنند. بینو (۲۰۱۰) اشاره کرده است که در دنیای هیپ‌هاپ، زنان به ندرت رهبر هستند. در عوض، آنها معمولاً به عنوان سوارها توصیف می‌شوند، یا زنانی که از نظر جنسی و ظاهری جذاب هستند و آماده پذیرش بی‌وفایی‌های شریک خود هستند. برعکس، یک طلاکش از ویژگی‌های فیزیکی خود برای دستکاری مردان و گرفتن پول آنها استفاده می‌کند.»
واکنش‌ها به زن‌ستیزی در موسیقی هیپ‌هاپ از انتقاد فعالان حقوق زنان، اعتراضات دانشجویی و کمپین‌های سازمان‌یافته تا یک جلسه استماع کنگره در سال ۲۰۰۷ متغیر بوده است. هنرمندان زن رپ از موسیقی خود استفاده کرده‌اند یا سازمان‌هایی را برای مخالفت صریح با زن‌ستیزی در هیپ‌هاپ آغاز کرده‌اند، و از طریق استفاده از اشعار خود-توانمندساز و تأکید بر استقلال خود به عنوان زنان مقاومت خود را نشان داده‌اند. در یک مطالعه، هنرمندان زن رپ تنها پنج آهنگ از نود آهنگ زن‌ستیز را تشکیل دادند، علاوه بر آن، ۸ آهنگ دیگر (از مجموع ۳۱۳ آهنگ باقی‌مانده) وجود داشتند که اشعار زن‌ستیز نداشتند. «کمبود هنرمندان زن نشان می‌دهد که موسیقی رپ در این زمان چقدر تحت سلطه مردان بوده است، به ویژه در سطح پلاتینیوم». با این حال، همه هنرمندان زن رپ با نمایش‌های زن‌ستیزانه مقابله نمی‌کنند.

## تحقیر زنان آفریقایی-آمریکایی
بسیاری از مفسران بر این باورند که زنان آفریقایی-آمریکایی از سطوح بالای استریوتایپ‌سازی و دیگر انواع تبعیض رنج برده‌اند که به دوران پس از پایان برده‌داری در ایالات متحده برمی‌گردد. برخی معتقدند که این پیشینه تاریخی و وضعیت کنونی باعث می‌شود که اتهامات زن‌ستیزانه علیه زنان آفریقایی-آمریکایی بیشتر توجیه شده یا نادیده گرفته شوند. به‌ویژه، نمایش زنان آفریقایی-آمریکایی در ویدیوهای موسیقی رپ به اعتبار تصاویر حاکمیتی و کنترل‌کننده می‌افزاید. این نوع تبعیض با عنوان «میسوجنوار» شناخته می‌شود، اصطلاحی که فمینیسم سیاه‌پوستی پاتریشیا هیل کالینز برای توصیف نژادپرستی ضد سیاه‌پوستان و تبعیض جنسی علیه زنان سیاه‌پوست در فرهنگ بصری و دیجیتال ایالات متحده به‌کار برد. این اصطلاح توسط مویه بیلی در سال ۲۰۰۸ ابداع شد.
یک مطالعه دربارهٔ تصاویر زنان آفریقایی-آمریکایی در ویدیوهای موسیقی رپ سه استریوتایپ رایج را آشکار کرده است: «جزبل»، «سفیر» و «مامان/بیبی مامای». در تحلیل ۳۸ ویدیوی موسیقی رپ، نویسنده اِمِرسون اشاره می‌کند که این ویدیوها تصویر ایدئولوژیکی و کنترل‌کننده «جزبل» با ویژگی‌های بیش از حد جنسی را به‌نمایش می‌گذارند و در عین حال تصاویری از کنش‌گری، استقلال، قدرت و خودمختاری نیز در آن‌ها دیده می‌شود. اِمِرسون همچنین اشاره می‌کند که این ویدیوها اغلب به وارونه‌سازی تمرکز سنتی بر بدن زنان از نگاه مردانه پرداخته‌اند. او همچنین می‌گوید که ویدیوها ویژگی مشترک «ساخت بدن مردانه، و به‌ویژه بدن مردانه سیاه‌پوست، به‌عنوان شیء لذت زنانه سیاه‌پوست» دارند.
لیندزی ملانی بر اساس این کار می‌نویسد: «بر اساس این سه استریوتایپ، ویدیوها زنان آفریقایی-آمریکایی را به‌عنوان زنانی طماع، دروغگو، اشیاء جنسی، بی‌احترام به خود یا دیگران، از جمله کودکانی که تحت مراقبت آنها هستند، نشان می‌دهند. زنان در این ویدیوها توسط مردان تحقیر می‌شوند و تنها برای آوردن لذت برای آنها وجود دارند». مقاله‌ای دیگر می‌نویسد که در ژانر «گنگستا رپ»، زنان، و به‌طور خاص زنان آفریقایی-آمریکایی، به اشیاء محض تبدیل می‌شوند، با تنها هدف خوب بودن برای سکس و سوءاستفاده و در نهایت در پایان روز به‌عنوان باری برای مردان دیده می‌شوند.
توصیف‌های زن‌ستیزانه از زنان سیاه‌پوست در موسیقی رپ عمدتاً توسط مردان سیاه‌پوست استفاده می‌شود که می‌تواند تنش‌های روابط جنسیتی در درون جوامع آفریقایی-آمریکایی را نشان دهد. پژوهشگر دنیس هرد می‌نویسد: «جنسیت‌زدگی قابل مشاهده، مبتذل، تهاجمی و محبوب است و از ترکیبی از عوامل از جمله جنسیت‌زدگی در جوامع سیاه‌پوست که بر نگرش‌ها و اشعار رپرها تأثیر می‌گذارد و همچنین ارزش‌های پدرسالارانه‌ای که در جامعه گسترده‌تر نفوذ دارند، تغذیه می‌شود».
رپر کانادایی دریک آهنگ‌های متعددی ساخته که می‌توان آن‌ها را به‌عنوان تحقیر زنان تعبیر کرد. یکی از اشعار معروف او از "Paris Morton Music" به این شکل است: "نفرت دارم از اینکه زنان را 'بیچ' صدا بزنم، اما بیچ‌ها اینو دوست دارند". او اشعار زیادی دارد که باعث می‌شود مردم بپرسند آیا او به اندازه‌ای که می‌گوید به زنان احترام می‌گذارد یا نه. در یک مصاحبه تلویزیونی زنده از او پرسیده شد که نظرش در مورد اشعار رپ در آن زمان چیست و آیا او معتقد است که بی‌احترامی زیادی به زنان در آن وجود دارد؟<|vq_4457|>

## دلایل

### هایپر-مردانگی
آئستتیک و صدای هیپ‌هاپ بر فشار برای حفظ تصویری هایپر-مردانه استوار است. از زمان ظهور این ژانر در دهه ۱۹۸۰، هیپ‌هاپ به تصویری به شدت مردانه مرتبط شده است. این نمایش اولیه احتمالاً نتیجه شرایط سخت در مناطقی مانند برونکس جنوبی است که مردان جوان را وادار می‌کرد تا خود را به عنوان افرادی سخت‌گیر به نمایش بگذارند تا از خود محافظت کنند. با این حال، به مرور که این ژانر گسترش یافت و مخاطبان وسیع‌تری پیدا کرد، تصویر مردانه به هم‌زیستی با تحقیر زنان و افراد غیر همجنس‌گرا تبدیل شد. از آنجا که هیپ‌هاپ به فضایی هم‌جنس‌گرایانه تبدیل شده است، فشار برای تثبیت مردانگی فردی با گذشت زمان افزایش یافته است. هنرمندان هیپ‌هاپ امروزی برای اثبات خود از اشعار جنسی، شوونیستی و هموفوبیک استفاده می‌کنند. فیلم به نمایش ایدئولوژی‌ها و رفتارهایی که در بین هنرمندان هیپ‌هاپ معاصر رایج است، پرداخته است. این فیلم نشان می‌دهد که جنسی‌سازی زنان به عنوان یک انتظار اولیه از هنرمندان هیپ‌هاپ در نظر گرفته می‌شود. همچنین از این هنرمندان انتظار می‌رود که درگیر خشونت فیزیکی شوند که تنها کلیشه‌های موجود در مورد مردان سیاه‌پوست را بیشتر می‌کند. تمام این انتظارات و فشارها بر مردان سیاه‌پوست در صنعت باعث عادی‌سازی این رفتارهای سرکوبگر می‌شود. امروزه هیپ‌هاپ به مجموعه‌ای از دسته‌ها تقسیم شده است که هویت هنرمندان را تعریف می‌کند. به عنوان مثال، «رپ زنانه» و «رپ همجنس‌گرا» هرچند وجود دارند، اما همان اعتبار رپ و هیپ‌هاپ جریان اصلی را ندارند. اریک شوری در مقاله‌ای دربارهٔ حاشیه‌نشینی افراد همجنس‌گرا در رپ نوشته است. او اشاره می‌کند که اگرچه اصطلاح رپ همجنس‌گرا ممکن است برای هنرمندان LGBTQ+ دیدگاه‌هایی فراهم کند، اما همزمان با ایجاد زیرژانری که آثار آنها را از رپ جریان اصلی جدا می‌کند، آنها را نیز به حاشیه می‌برد.
بر اساس برخی آکادمیک‌ها، موسیقی هیپ‌هاپ جریان اصلی هم‌جنس‌گراهراسی و جنسیت‌گرایی را تأیید می‌کند تا تصاویری از خشونت را جشن بگیرد. آنها معتقدند که رپرها اشعار صریح و خشونت‌آمیز علیه زنان می‌نویسند تا بر آنها تسلط پیدا کرده و اصالت خود را به عنوان گانگستر ثابت کنند. برخی مطالعات پیشنهاد می‌کنند که رپرها از این می‌ترسند که «نرم» یا «جعلی» در نظر گرفته شوند، و از این رو خود را با نمایش‌های هایپر-مردانه و تصاویر خصمانه از زنان مرتبط می‌کنند. از نظر این دیدگاه، تمایل رپرها به سرکوب اجتماعی زنان و افراد همجنس‌گرا، به نوعی راهی برای اثبات نرینگی آنهاست. در عین حال، هنرمندان مرد به‌طور مداوم با ایده دابلیو. ئی. بی. دیو بویس از شعور دوگانه مبارزه می‌کنند.